# National Science Foundation

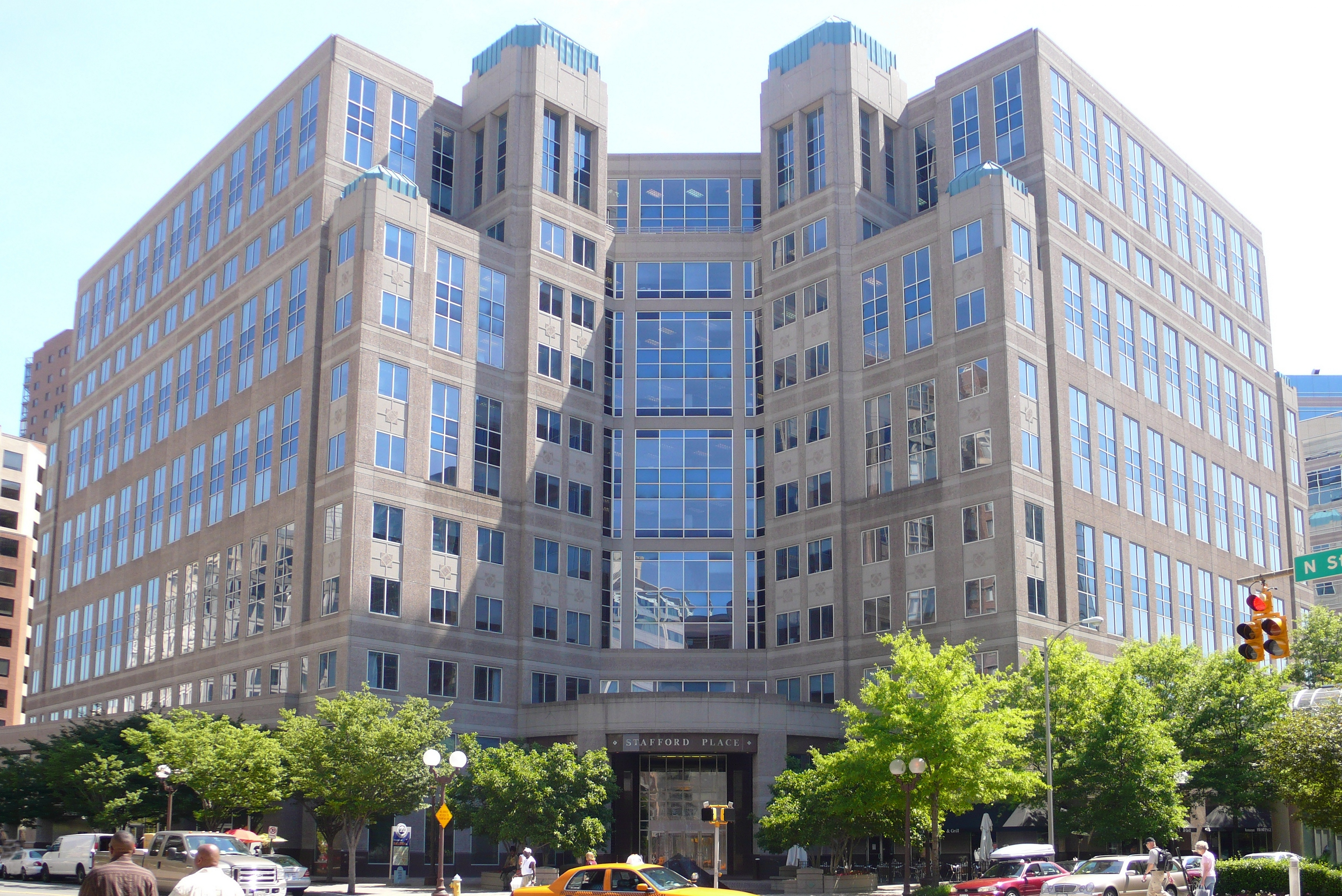
Dienstgebäude der Hauptverwaltung

Die National Science Foundation (NSF) ist eine unabhängige Behörde der Regierung der Vereinigten Staaten mit Sitz in Arlington, Virginia, deren Aufgabe die finanzielle Unterstützung von Forschung und Bildung auf allen Feldern der Wissenschaften mit Ausnahme der Medizin ist. Sie wurde am 10. Mai 1950 gegründet.
Mit einem jährlichen Budget von ca. 8,28 Milliarden Dollar (2020) repräsentiert sie 20 Prozent der gesamten Zuschüsse der US-Regierung für Grundlagenforschung an Hochschulen. In einigen Bereichen wie Mathematik, Informatik, Wirtschaftswissenschaften und Sozialwissenschaften ist die NSF die Hauptdrittmittelquelle für Forschung. Pro Jahr erreichen die NSF etwa 40.000 Projektanträge, von denen etwa 10.000 gefördert werden.

## Forschungsdirektorate
Die NSF ist in sieben Direktorate organisiert:
- Biological Sciences (Molekularbiologie, Zellbiologie und organische Biologie, Umweltwissenschaften)
- Computer and Information Science and Engineering (Informatik und künstliche Intelligenz)
- Engineering (Biotechnologie, Ökologie, Infrastruktur, Chemie, Transportwesen, Elektroingenieurswesen, Nachrichtentechnik, industrielle Entwicklung und Produktion)
- Geosciences (Geologie, Meteorologie und Marinewissenschaften)
- Mathematical and Physical Sciences (Mathematik, Astronomie, Physik, Chemie und Materialwissenschaft)
- Social, Behavioral and Economic Sciences (Neurologie, Psychologie, Sozialwissenschaften, Anthropologie und Wirtschaftswissenschaften)
- Education and Human Resources (Wissenschaftspädagogik und Pädagogik der Mathematik für alle Altersstufen)

Andere nationale Forschungsförderungseinrichtungen der USA sind die National Aeronautics and Space Administration (NASA) und das National Institutes of Health (NIH). Auf militärischem Gebiet ist die Defense Advanced Research Projects Agency (DARPA) bedeutend.
Vergleichbare Einrichtungen sind die Deutsche Forschungsgemeinschaft, der Schweizerische Nationalfonds und die britische Royal Academy of Engineering.
Am 24. Januar 2000 wurde der Asteroid (7756) Scientia nach der Organisation benannt.